# Lyciasalamandra antalyana
Lyciasalamandra antalyana är en groddjursart som först beskrevs av Basoglu och Baran 1976.  Lyciasalamandra antalyana ingår i släktet Lyciasalamandra och familjen vattensalamandrar. IUCN kategoriserar arten globalt som starkt hotad. Inga underarter finns listade i Catalogue of Life.